# Catí
Catí ist eine Gemeinde (municipio) in Ostspanien, nahe der Costa del Azahar, an der nördlichen Grenze der Provinz Castellón. Catí hat 760 Einwohner (Stand: 2024).

## Lage
Catí liegt etwa 67 Kilometer nördlich von Castellón de la Plana und etwa 145 Kilometer nordnordöstlich von Valencia in einer Höhe von ca. 660 m.

## Bevölkerungsentwicklung
| Jahr      | 1900 | 1930 | 1950 | 1970 | 1981 | 1991 | 2001 | 2011 | 2021 |
| Einwohner | 2444 | 2083 | 1656 | 1110 | 1021 | 923  | 850  | 829  | 717  |

## Sehenswürdigkeiten
- Kirche Mariä Himmelfahrt (Iglesia de la Asunción de María)
- Marienkapelle
- Annenkapelle
- Vinzenzkapelle
- Rathaus von 1428

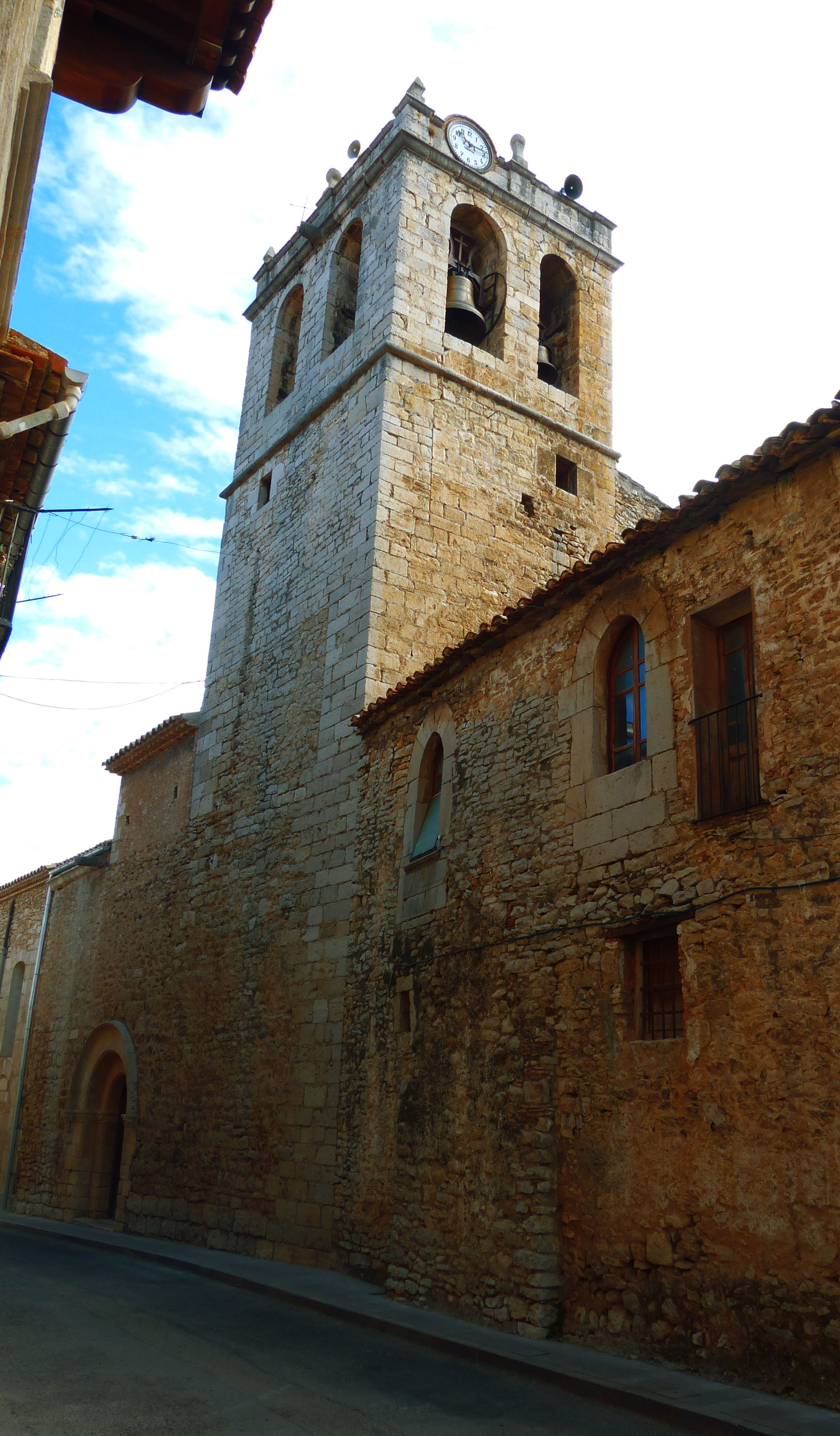
Kirche Mariä Himmelfahrt
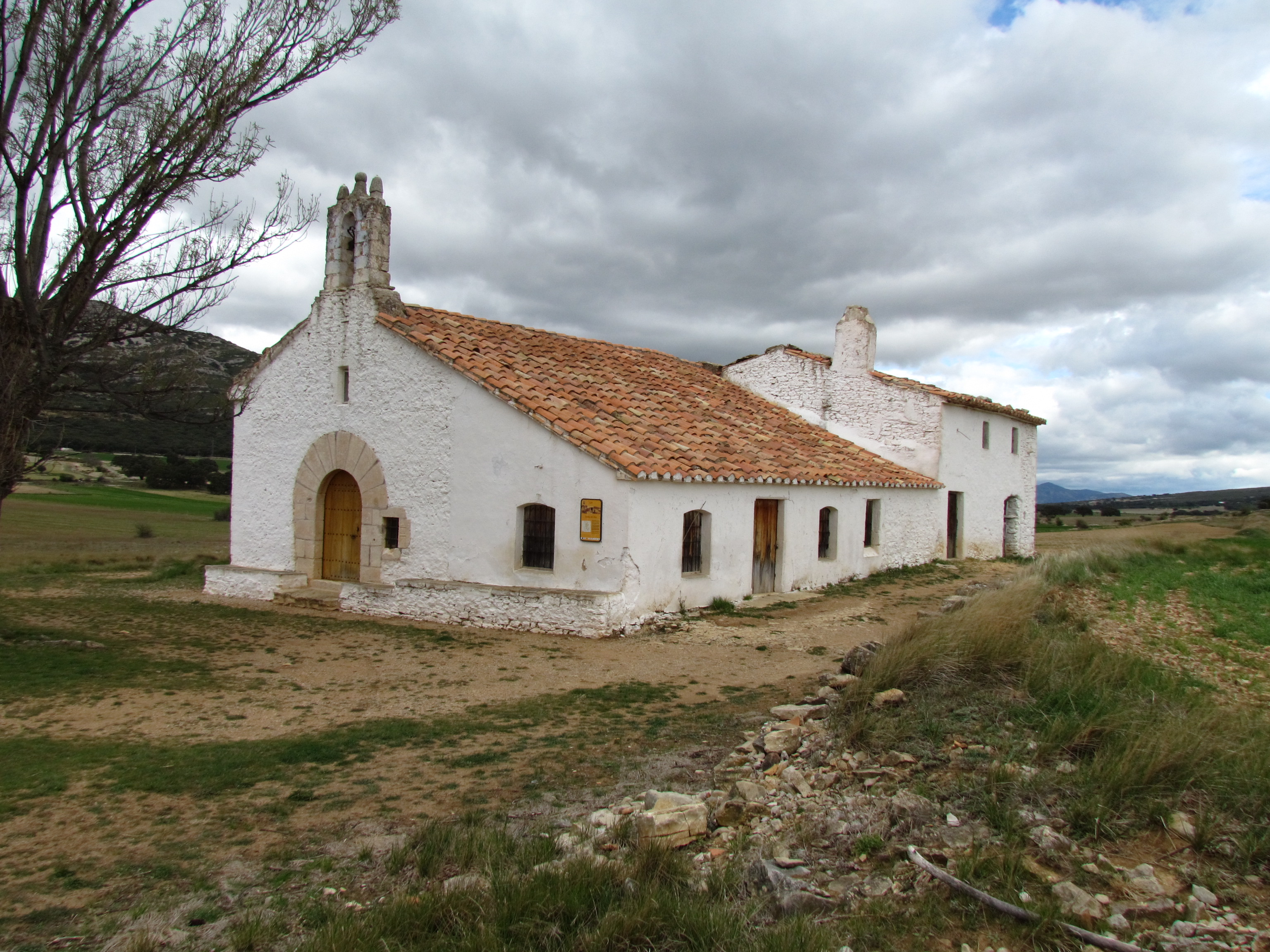
Marienkapelle
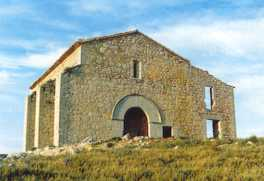
Vinzenzkapelle
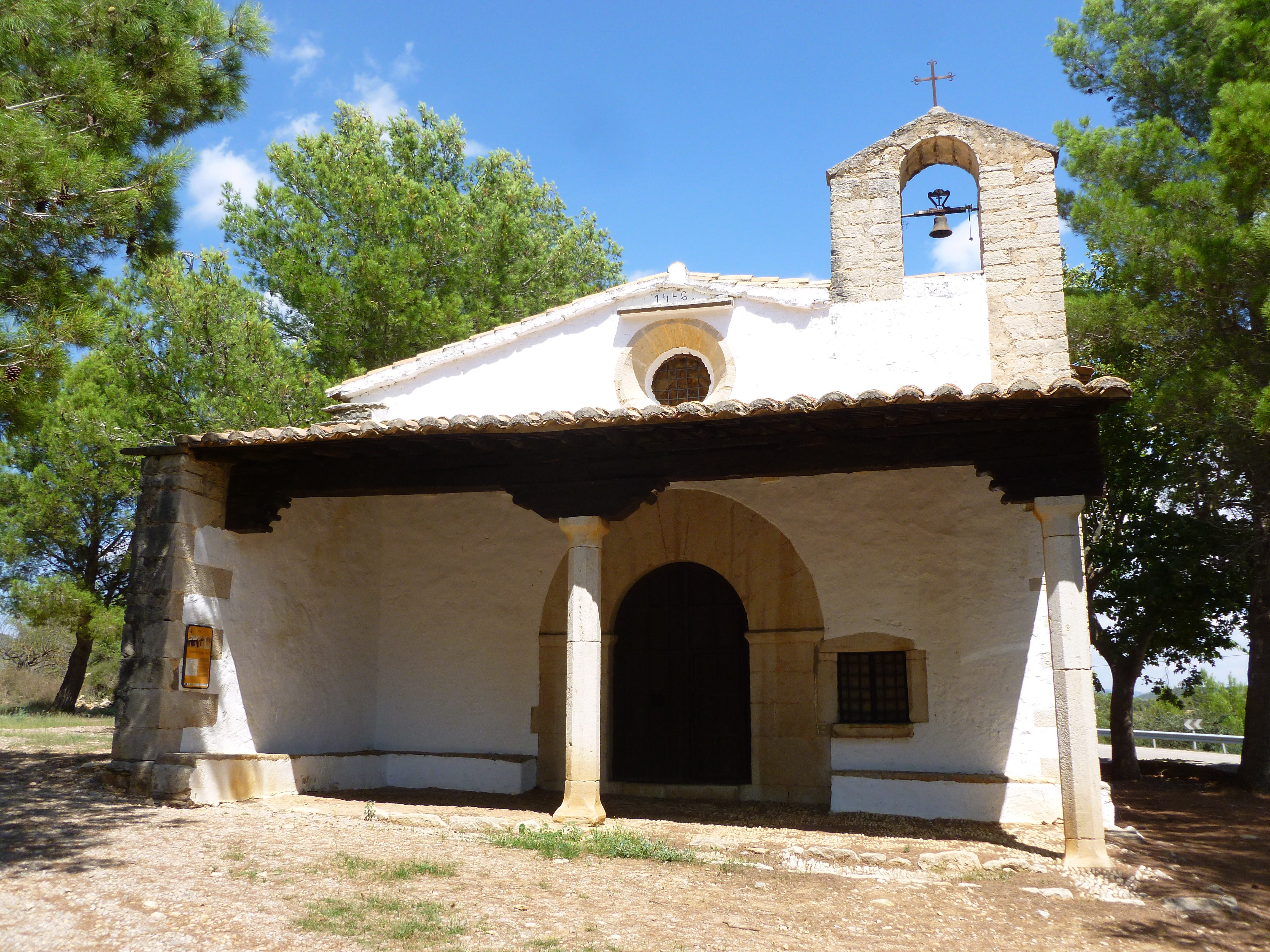
Annenkapelle
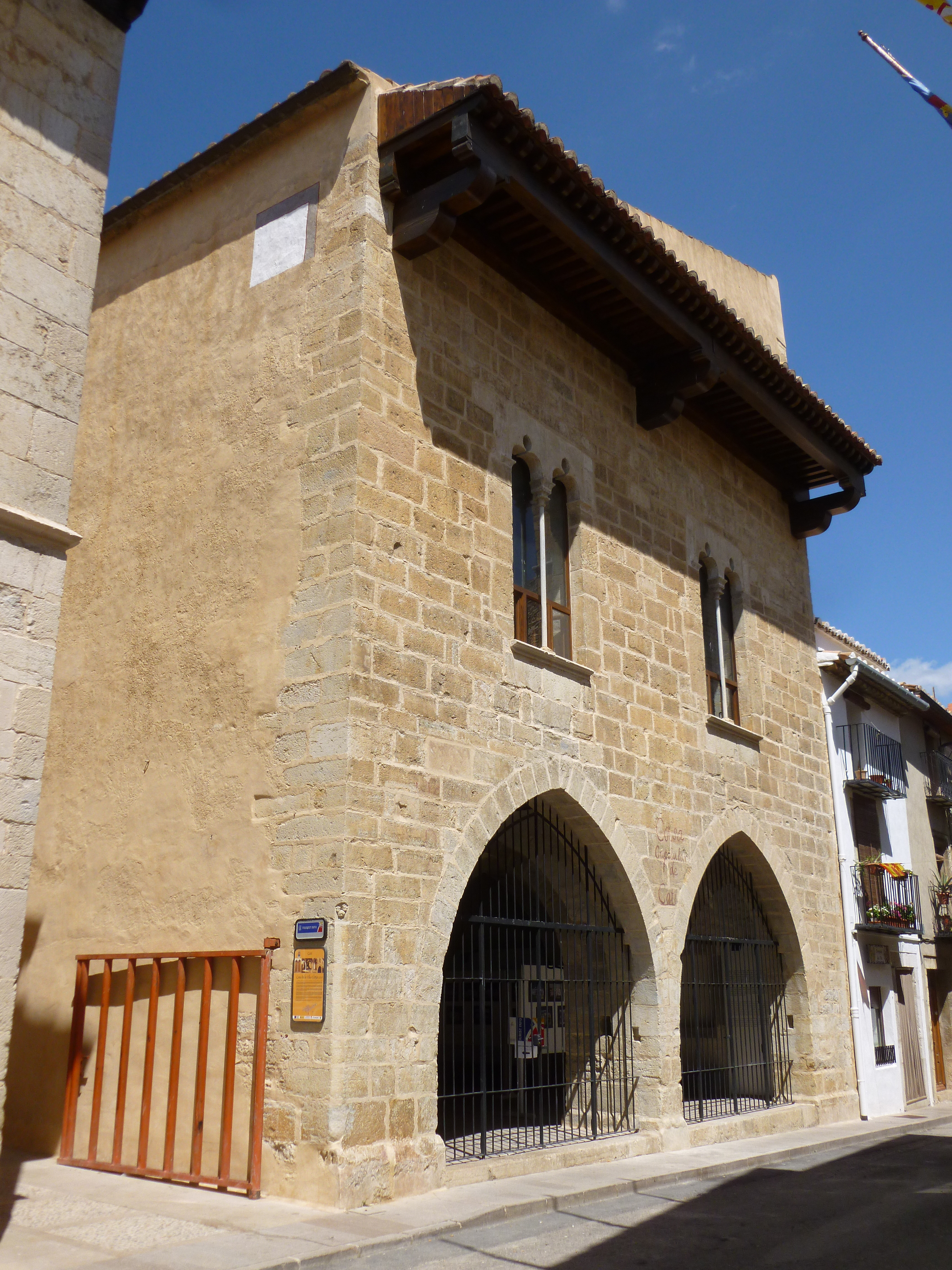
Rathaus